# Мцване (монастырь)
Читахевская церковь святого Георгия (груз. ჩითახევის წმინდა გიორგის ეკლესია) — средневековая церковь в Грузии, расположенная на юге страны, в Боржомском ущелье в крае Самцхе-Джавахети. Она более известна под названием монастырь Мцване (груз. მწვანე მონასტერი), а также как «Зелёный монастырь». Будучи заброшенным более двухсот лет монастырь был возрождён в 2003 году. Он стал популярным местом у туристов и паломников. Монастырская церковь и колокольня включены в список недвижимых памятников культуры национального значения Грузии.

## История
Монастырь расположен в деревне Читахеви, примерно в 12 км к юго-западу от города Боржоми, в муниципалитете Боржоми, в краю Самцхе-Джавахети. Он находится в узком лесистом ущелье на юго-западе Боржоми-Харагаульского национального парка. История монастыря покрыта мраком. Местное поверье о его посвящении святому Георгию нашло вероятное эпиграфическое подтверждение в антефиксном фрагменте с именем святого Георгия, раскопанном в 2012 году. После обезлюдивания долины Боржоми в результате непрекращающихся войн и разбоя в XVIII веке монастырь был заброшен и стал разрушаться. Монастырские помещения, заросшие дикой зеленью, были частично отвоеваны у природы в 1978 году, восстановлены в 1988 году и вновь заселены грузинскими монахами в 2003 году. Затем последовал наплыв паломников, вызванный байкой о том, что камни в соседнем ручье приобрели красноватый оттенок после резни местных монахов воинами персидского шаха Тахмаспа I в 1550-х годах.

## Архитектура
Читахевский монастырь состоит из трёхнефной базилики, по стилю датированной концом IX или X веком, и двухэтажной колокольни, относящейся к XV или XVI векe. Рядом расположены руины старых монашеских келий и некоторые вспомогательные сооружения. Церковь возведена из грубо обтёсанного ясеня и щебня, её основные конструктивные элементы, такие как колонны, пилястры и арки, сделаны из аккуратно обтёсанного ясеня с зеленым оттенком. Здание занимает площадь в 14,5 на 19,2 метров. Центральный неф окружен с юга и запада двусторонним проходом. Церковь венчают полукруглая апсида на юге и пастофорий на севере. В северном углу апсиды есть узкая дверь, внутри арочная, а внешне увенчанная архитравом. Церковь плохо освещена, свет проникает преимущественно через два окна, прорезанных в апсиде. Как внутренние, так и внешние стены просты, лишены какого-либо значительного декора; следы фресок, вероятно, написанных в XII или XIII веке, сохранились в апсиде и на западной стене. Колокольня стоит в нескольких метрах к юго-востоку от церкви и представляет собой двухэтажное строение. На первом этаже находится небольшая часовня, а верхний этаж представляет собой звонницу с арочными параллельными проёмами, опирающуюся на массивные колонны.